# Beaumaris
El Real Municipio de Beaumaris (en galés: Biwmares) es la antigua ciudad condal de la isla de Anglesey y se localiza en la costa de la entrada este del estrecho de Menai, la vía fluvial de la marea que separa Anglesey de la costa de Gales del Norte.

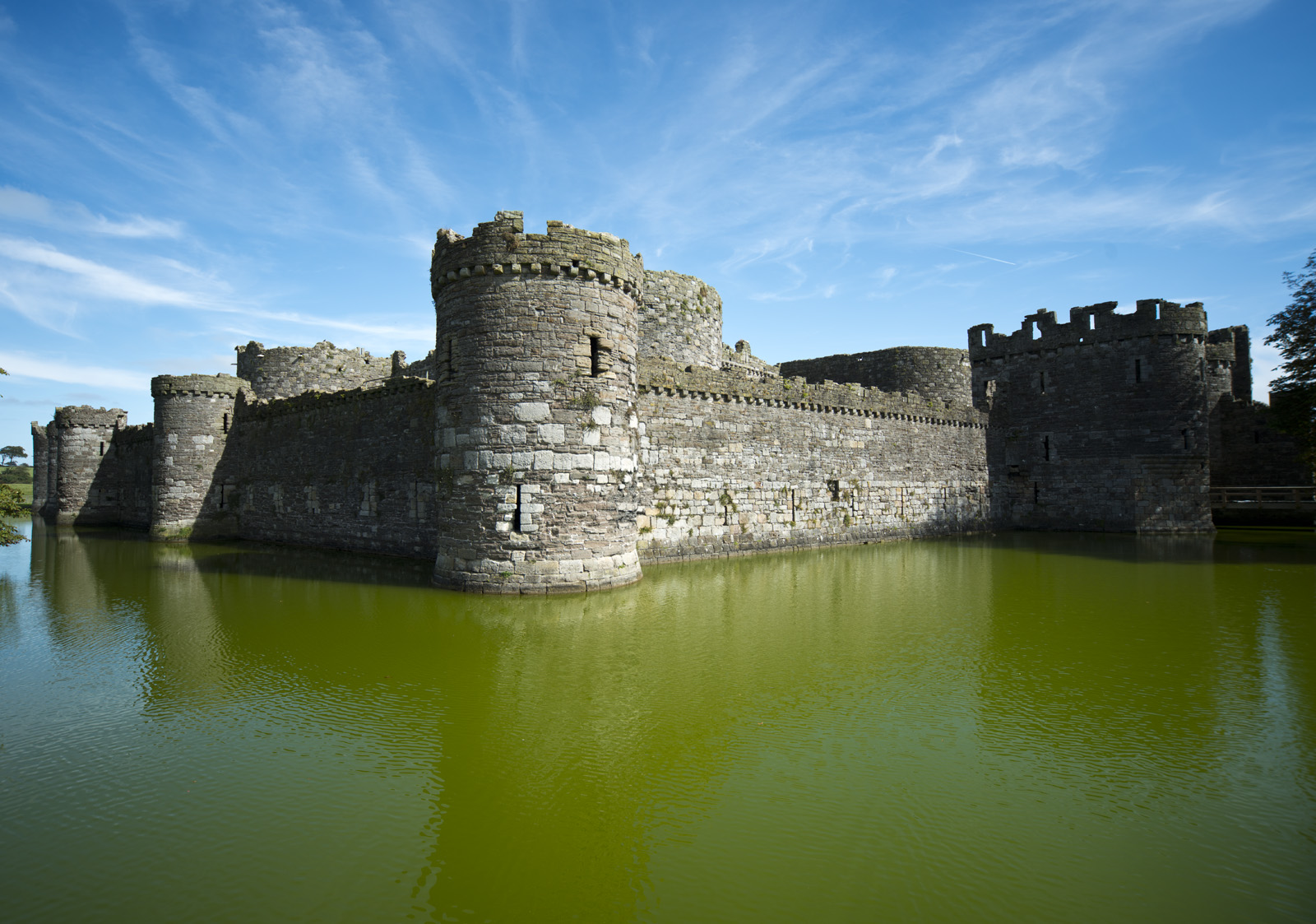
Castillo de Beamuaris

## Historia

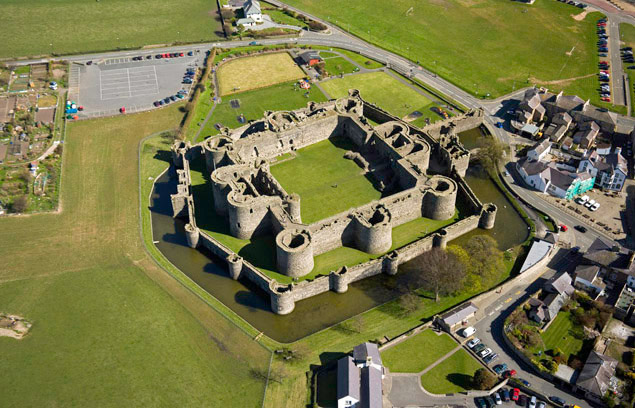
Castillo de Beaumaris

Beaumaris fue originalmente un asentamiento vikingo conocido como Porth y Wygyr («puerto de los vikingos»), pero la misma localidad comenzó a desarrollarse en 1295 cuando Eduardo I de Inglaterra encargó la construcción del Castillo de Beaumaris como parte de una cadena de fortificaciones alrededor de la costa de Gales del Norte, entre las que se encuentran Conwy, Caernarfon y Harlech).
El antiguo pueblo de Llanfaes (una milla al norte de Beaumaris) había sido conquistado por los anglosajones en 818 pero había sido liberado por Merfyn Frych (Reino de Gwynedd) y permaneció como un vital asentamiento estratégico. Para contrarrestar los futuros levantamientos galeses y para asegurar el control del estrecho de Menai, Eduardo I escogió la plana llanura costera como lugar para construir el Castillo de Beaumaris. El castillo fue diseñado por el saboyano jefe albañil James de San George y se lo considera como el más perfecto ejemplo de un castillo concéntrico. Los molestos residentes de Llanfaes fueron llevados en bloque a Rhosyr en el este de Anglesey hacia un nuevo asentamiento del Rey Eduardo, denominado "Newborough", mientras que los albañiles franceses e ingleses fueron traídos para construir el castillo y el pueblo amurallado.
Beaumaris recibió los Reales Fueros por parte de Eduardo I, que fueron preparados en términos similares que los fueros de las ciudades de sus otros castillos en Gales del Norte y pretendió invertir sólo a los residentes ingleses y normando-franceses con derechos cívicos. A los residentes nativos galeses de Beaumaris se les incapacitó totalmente de realizar cualquier oficio cívico, llevar un arma, organizar asambleas y no se les permitía comprar casas o tierras dentro del municipio. Los fueros también prohibían específicamente a los judíos (quienes habían sido expulsados casi en su totalidad de la mayor parte de las localidades inglesas) vivir en Beaumaris. El requisito de que todo comercio en el área colindante fuera dirigida en Beaumaris propició que la ciudad se convirtiera en el principal centro comercial de Anglesey.
Beaumaris se convirtió en uno de los tres puertos sajones más importantes en el Reino Unido y el puerto de regsitro para todos los vasallos en el noroeste de Gales, cubriendo no sólo todos los puertos de Anglesey sino todos los puertos del noroeste galés desde Conwy hasta Pwllheli. Shipbuilding fue una gran industria en Beaumaris, estaba localizada en Punto Horcas (Gallows Point) junto con una Casa de los Muertos (Dead House) para los cuerpos de los criminales enviados a ejecuciones públicas. Punto Horcas es un minúsculo terreno cercano que se extiende hacia el estrecho de Menai sobre una milla al oeste de la ciudad. A Punto Horcas se le había llamado originalmente "Osmund's Eyre" pero se le renombró cuando se erigieron allí las horcas. Más tarde, los ahorcados fueron llevados fuera, a la cárcel de la ciudad y los cuerpos quemados en un hoyo con cal dentro de los terrenos de la cárcel. Uno de los últimos prisioneros en ser ahorcado en Beaumaris lanzó una maldición antes de morir, decretando que si él era inocente las cuatro caras del reloj de la iglesia nunca irían al compás. A partir de aquel día, se dice, no van acordes.

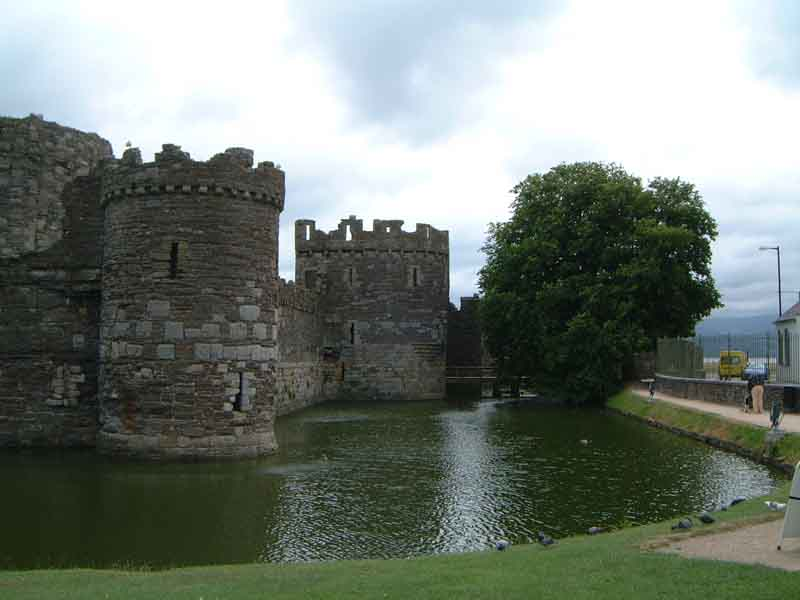
Castillo de Beaumaris

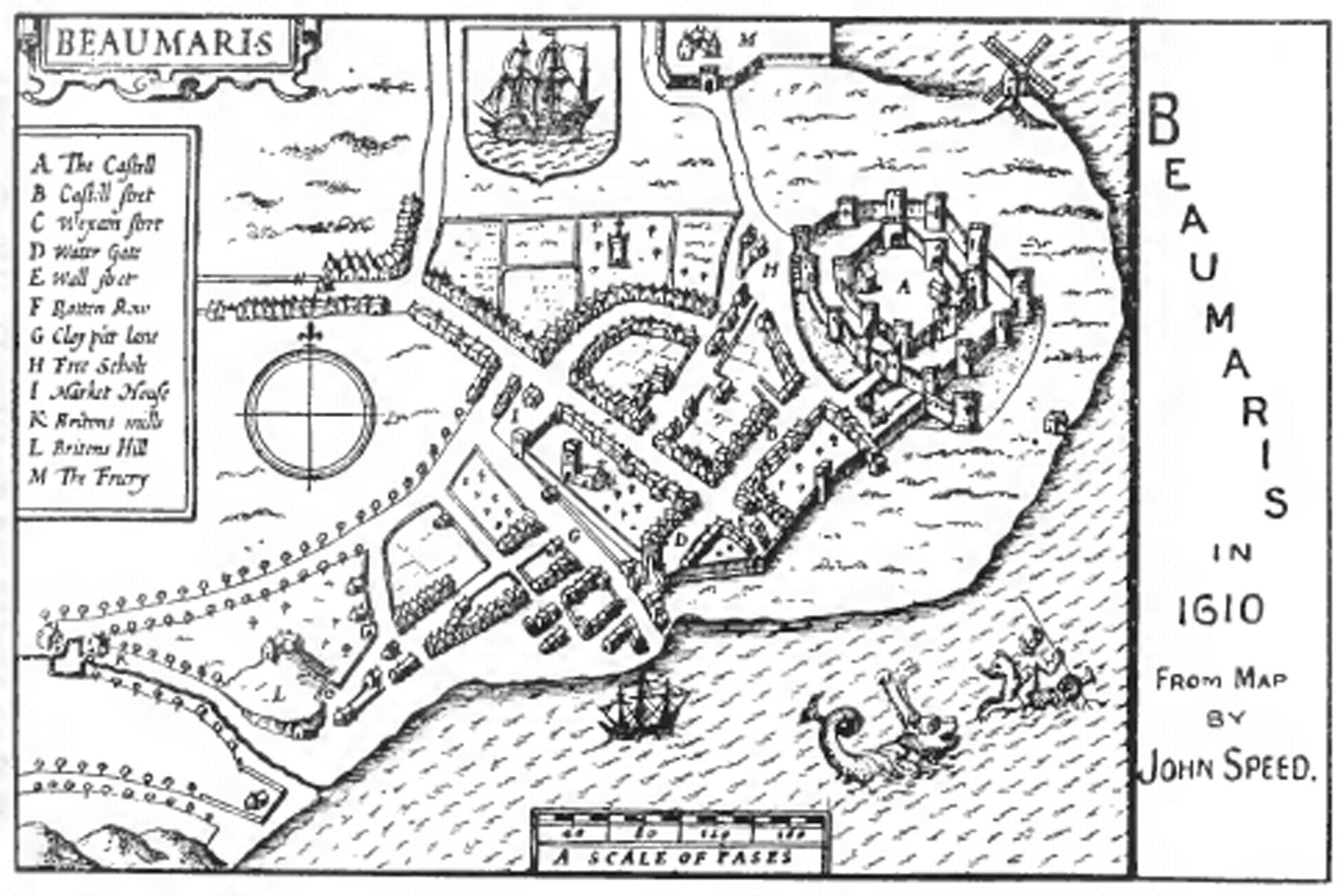
Beamuaris en 1610

## Arquitectura
Entre los edificios notables en la localidad se encuentra el castillo, un palacio de justicia construido en 1614, la iglesia parroquial de Santa María del siglo XIV, la cárcel de la ciudad y la Rosa Tudor del también del XIX (uno de los edificios originales más antiguos de construcción de madera en Gran Bretaña y la «Cantina Cabeza de Toros» (Bulls Head Inn) (construida en 1472), que el general Thomas Mytton convirtió en su cuartel general durante el «asedio de Beaumaris» durante la segunda revolución inglesa en 1648. La colina dirigida hacia el norte desde la localidad Red Hill («Colina Roja») se llama así por el derramamiento de sangre ocurrido en este conflicto.
Un nativo de Anglesey, David Hughes, fudnó la Escuela de Gramática de Beaumaris en 1603. Se convirtió en una escuela no-selectiva en 1952 cuando el Concejo Condal de Anglesey se convirtió en la primera autoridad en Gran Bretaña en adoptar el instituto de enseñanza secundaria. La escuela fue finalmente trasladada a Puente Menai y sólo se conserva actualmente el antiguo vestíbulo del edificio de la escuela original.
El puerto de Beaumaris (inaugurado en 1846) fue diseñado por Frederick Foster y comprende un embarcadero de mampostería que se adentra en el Estrecho sobre pilas de madera y de hormigón. El puerto fue reconstruido y ampliado 570 pies tras los daños de una tormenta en 1872 y se construyó un amplio pabellón al final, el cual albergaba un café. Fue en una ocasión la plataforma de desembarco para barcos a vapor de la Compañía Naviera de Liverpool y Gales del Norte (Liverpool and North Wales Shipping Company) incluyendo el 'Snowdon', 'La Marguerite' (La Margarita), 'St Elvies' (San Elvis) y 'St Trillo' (San Trillo), aunque los buques mayores en flota (el 'St Seriol' y 'St Tudno') eran demasiado grandes para el embarcadero y dejaban a sus pasajeros en Puente de Menai. En la década de 1960, a pesar de la falta de mantenimiento, el embarcadero se volvió inseguro y se vio amenazado de demolición pero la yatera y secretaria de lanchas de socorro Mary Burton realizó una masiva donación privada para asegurar que el embarcadero se salvara. Actualmente, a pesar de que hace tiempo que los viejos e impresionanes barcos a vapor no han vuelto, el Embarcadero de Beaumaris sigue siendo un centro concurrido de yates y naves de placer de todas las clases.
Se ha propuesto la idea de un puerto deportivo en la costa occidental de Punto Horcas, pero por el momento todos los amarraderos en Beaumaris are de marea.
La compañía Saunders Roe fundó una fábrica en Fryars (el antiguo sitio de los fralies franciscanos, hacia el oriente) cuando se amenazó con que la sede principal de la compañía en la isla de Wight sería uno de los blancos de bombardeo para la armada aérea alemana nazi durante la Segunda Guerra Mundial. La fábrica convertía a los aviones flotantes PBY Catalina construidos en América y, después de la guerra, producía barcos de patrulla veloces, dragaminas e incluso autobuses para el Transporte de Londres (RTs de dos pisos) y autobuses de una sola planta para Cuba.